# Werner Ventzki
Werner Ventzki (* 19. Juli 1906 in Stolp; † 10. August 2004 in Detmold) war ein deutscher Politiker und Regierungsbeamter.

## Leben
Während seines Studiums wurde Ventzki Mitglied beim Verein Deutscher Studenten in Heidelberg, Greifswald und Königsberg. Ventzki, gelernter Jurist, wurde 1931 Mitglied der NSDAP. 1934 wurde er Magistratsrat in Stettin und war bis 1939 Gauamtsleiter der Nationalsozialistischen Volkswohlfahrt (NSV) im Gau Pommern. Seit 1936 arbeitete er in der Provinzialverwaltung Pommern mit und war als Abteilungsleiter beim Oberpräsidenten zuständig für die Fürsorge.
Im Zweiten Weltkrieg war er nach dem Überfall und der deutschen Besetzung Polens seit 1940 Landesrat der Gauselbstverwaltung Posen und NSV-Gauamtsleiter im Warthegau. Bereits seit Kriegsbeginn leitete er das Referat „Umsiedler“ bei Arthur Greiser in Posen, womit er für die Vertreibung der ansässigen Bevölkerung und Deportationen verantwortlich war. Zur Zeit der ersten Krankenmorde (siehe NS-Krankenmorde bei Kosten) im Warthegau war er in der Gauselbstverwaltung bis Mai 1941 in der Abteilung III (Volksfürsorge) unter anderem für die Fürsorge für geistig und körperlich Gebrechliche: a) Geisteskranke, b) Taubstumme, c) Blinde, d) Krüppel zuständig.
Am 8. April 1941 wurde er im Range eines SS-Unterscharführers zum Oberbürgermeister von Litzmannstadt (Łódź) ernannt, wo im jüdischen Ghetto Litzmannstadt Hunger und Elend herrschten. Höchstens 7000 der rund 200.000 Bewohner überlebten. Nachdem er sich mit Greiser überworfen hatte, wurde er Mitte 1943 zum Wehrdienst bei der Waffen-SS einberufen und Otto Bradfisch wurde sein kommissarischer Nachfolger.
Nach dem Krieg wurde er 1952 zunächst Referent für Vertriebene, Flüchtlinge und Kriegsgeschädigte beim schleswig-holsteinischen Arbeits- und Vertriebenenministerium. 1953 wurde er in Berlin Repräsentant des Bundesministeriums für Vertriebene, Flüchtlinge und Kriegsgeschädigte. Anschließend war er Oberregierungsrat in Bonn. Sein Name wurde Ende 1959 bei der Ausstellung Ungesühnte Nazijustiz genannt. Staatsanwaltliche Ermittlungen gegen ihn wurden 1960 eingestellt.

## Kinder der Täter
„Ventzki – Kinder der Täter, Kinder der Opfer“
Dieser Film zeigt die Geschichte einer Vater-Sohn Beziehung und den Diskurs, der im Zusammentreffen des Sohnes mit Opfern des Nationalsozialismus und mit Kindern der Opfer entstand. Jens-Jürgen Ventzki erzählt seine Vergangenheit entlang der Erinnerungsbögen seines Geburtshauses in Łódź, von Archivmaterialien und in Diskussion mit Betroffenen. Jens-Jürgen Ventzki, geboren 1944 in Lodz, lebt heute in Zell am See.